# Rue Saint-Bruno (Paris)
La rue Saint-Bruno est une voie du 18e arrondissement de Paris, en France.

## Situation et accès
La rue Saint-Bruno est une voie publique située dans le 18e arrondissement de Paris. Elle débute au 13, rue Stephenson et se termine au 6, rue Saint-Luc.

## Origine du nom

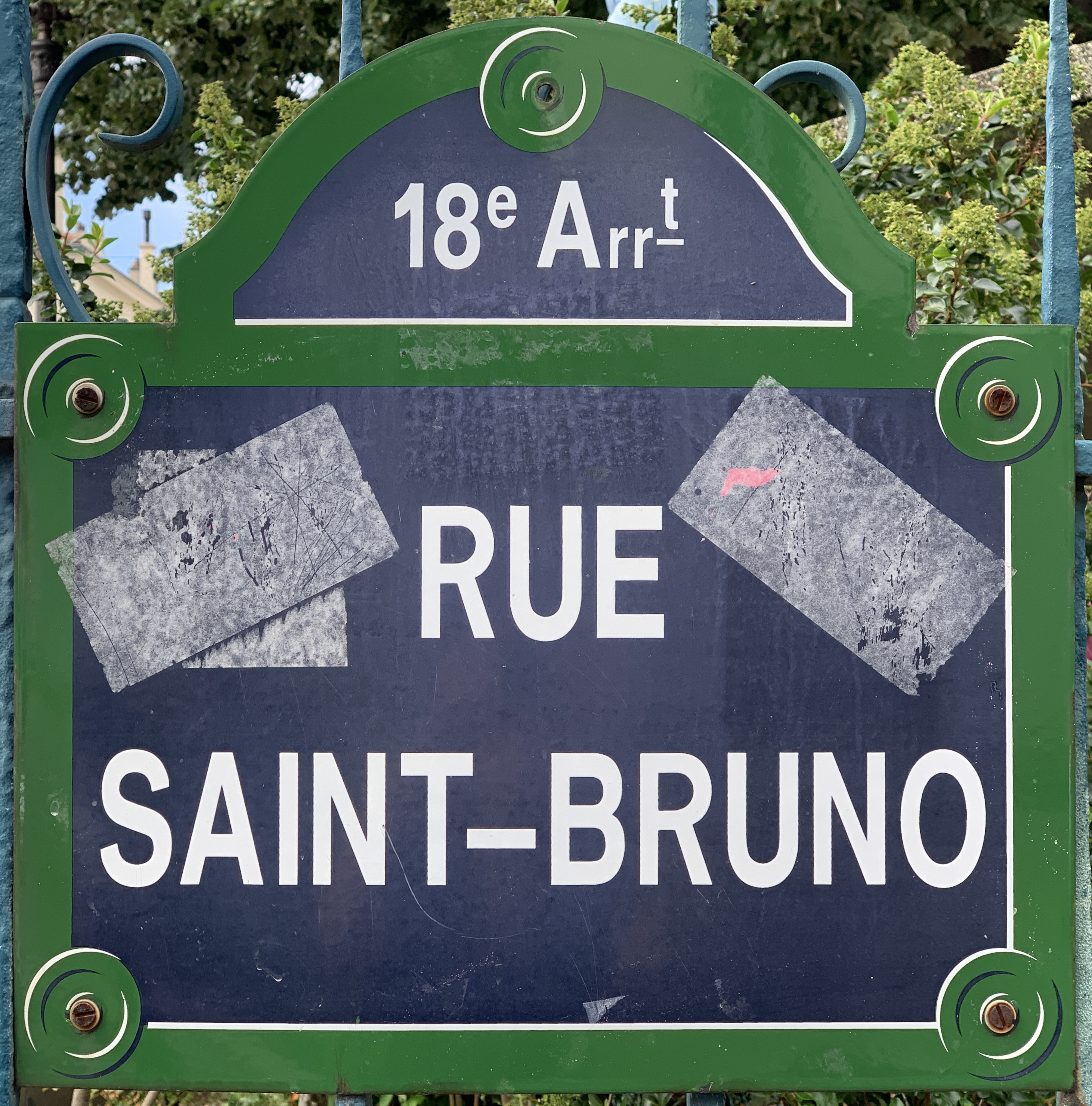
Plaque de la rue.

Elle porte le nom de saint Bruno le Chartreux (1030-1101), fondateur de l'ordre des Chartreux.

## Historique
Cette voie de l'ancienne commune de La Chapelle faisait partie de l'ancienne « place de l’Église » entre les rues Affre et Saint-Luc avant de devenir la « rue de Valence ». Rattachée à la voirie de Paris en 1863, elle prend son nom actuel le 3 septembre 1869.

## Bâtiments remarquables et lieux de mémoire
- Église Saint-Bernard de la Chapelle.